# Can a Boy-Girl Friendship Survive?
Can a Boy-Girl Friendship Survive? (男女の友情は成立する？（いや、しないっ!!）?, Danjo no yūjō wa seiritsu suru? (Iya, shinai!!), lett. "Un'amicizia tra ragazzo e ragazza può durare? (No, non può!!)"), nota anche con l'abbreviazione Danjoru? (だんじょる？?), è una serie di light novel scritta da Nana Nanana e illustrata da Parum. I volumi vengono pubblicati dal 9 gennaio 2021 dalla casa editrice ASCII Media Works sotto l'etichetta Dengeki Bunko.
Un adattamento manga disegnato da Kamelie viene serializzato sulla rivista shōnen Dengeki Daioh di ASCII Media Works dal 27 agosto 2021, con i capitoli che vengono raccolti in volumi tankōbon a partire dal 9 maggio 2022. Un adattamento anime prodotto da J.C.Staff è stato trasmesso dal 4 aprile al 20 giugno 2025.

## Trama
Himari Inuzuka e Yu Natsume sono amici di infanzia e membri del club di giardinaggio della loro scuola superiore. Yu sogna di aprire un negozio di accessori floreali, mentre Himari, una ragazza allegra e benvoluta da molti amici, è cresciuta in una famiglia benestante. Fin dalle medie, i due hanno promesso di gestire insieme il negozio in futuro. Yu, che non ama particolarmente le belle ragazze, e Himari, che non ha ancora conosciuto l'amore, condividono un legame particolare che sembra destinato a durare. Tuttavia, con l'ingresso al liceo, la situazione cambia: una ragazza che nutre interesse per Yu fa vacillare i sentimenti di Himari, e la loro amicizia comincia a evolversi, mettendo in discussione il confine tra amicizia e amore.

## Personaggi
Yu Natsume (夏目 悠宇?, Natsume Yū)
Doppiato da: Kōichi Kamiki (voice drama), Kikunosuke Toya (anime)
Membro del club di giardinaggio, è buon amico di Himari. Ha un interesse per il giardinaggio e spera di diventare un produttore di accessori floreali e di aprire un proprio negozio.
Himari Inuzuka (犬塚 日葵?, Inuzuka Himari)
Doppiata da: Tomomi Mineuchi (voice drama), Sayumi Suzushiro (anime)
Compagna del club di giardinaggio, è la migliore amica di Yu fin dalla scuole medie e aiuta sempre a promuovere i suoi accessori floreali sui social media. Con il passare del tempo, sviluppa dei sentimenti per Yu, che però non la ricambia.
Rion Enomoto (榎本 凛音?, Enomoto Rion)
Doppiata da: Yuka Nukui
Amica d'infanzia e primo amore di Yu. È anche amica d'infanzia di Shinji e Himari. La sorella maggiore è una modella che ha contribuito a promuovere gli accesso di Yu alle scuole medie e ha fatto si che Rion ricevesse un braccialetto, che ha capito essere stato realizzato da Yu quando si è riunita con lui e dopo aver visto i post di Himari.
Shinji Makishima (真木島 慎司?, Makishima Shinji)
Doppiato da: Kō Bonkobara
Uno degli unici altri amici di Yu e un amico d'infanzia di Rion. È un donnaiolo seriale e lo si vede spesso con un ventaglio in mano. Lui e Himari uscivano insieme alle medie, ma ora sono spesso in disaccordo tra loro (di solito litigano per chi deve uscire con Yu).
Hibari Inuzuka (犬塚 雲雀?, Inuzuka Hibari)
Doppiato da: Masaaki Mizunaka
Fratello maggiore di Himari. È estremamente affezionato a Yu e lo considera come un fratello minore. Sembra avere un rapporto complicato con la sorella maggiore di Rion, dopo che Himari lo ha pregato di chiedere alla sorella maggiore di Rion di aiutarlo a promuovere gli accessori floreali di Yu alle scuole medie.
Sakura Natsume (夏目 咲良?, Natsume Sakura)
Doppiata da: Hisako Kanemoto
La sorella maggiore di Yu. Attualmente lavora in un minimarket che Yu eredità se non riuscirà ad aprire il suo negozio di accessori floreali entro i 30 anni. Il fratello maggiore di Himari era compagno di classe con lei alle superiori.

## Media

### Light novel
La serie, scritta da Nana Nanana e illustrata da Parum, viene pubblicata dal 9 gennaio 2021 da ASCII Media Works sotto l'etichetta Dengeki Bunko. Al 10 aprile 2025 sono stati pubblicati 11 volumi.
| Nº  | Titolo italiano (traduzione letterale) Giapponese 「Kanji」 - Rōmaji | Data di prima pubblicazione             | Data di prima pubblicazione |
| Nº  | Titolo italiano (traduzione letterale) Giapponese 「Kanji」 - Rōmaji | Giapponese                              |                             |
| 1   | Beh, se a 30 anni sarai ancora single, dovresti sposarmi, ok? 「じゃあ、30になっても独身だったらアタシにしときなよ？」 - Ja, 30 ni natte mo dokushindattara atashi ni shi toki na yo?                                                                               | 9 gennaio 2021 ISBN 978-4-04-913372-1   |                             |
| 2   | Allora, uscirai davvero con me? 「じゃあ、ほんとにアタシと付き合っちゃう？」 - Jā, hontoni atashi to tsukiatchau? | 9 aprile 2021 ISBN 978-4-04-913735-4    |                             |
| 3   | Allora, vuoi continuare a guardarmi? 「じゃあ、ずっとアタシだけ見てくれる？」 - Jā, zutto atashi dake mite kureru? | 6 agosto 2021 ISBN 978-4-04-913832-0    |                             |
| 4a  | Ma siamo migliori amici, giusto? 「でも、わたしたち親友だよね？〈上〉」 - Demo, watashi-tachi shin'yūda yo ne? 〈Ue〉 | 10 dicembre 2021 ISBN 978-4-04-914032-3 |                             |
| 4b  | Ma siamo migliori amici, giusto? 「でも、わたしたち親友だよね？〈下〉」 - Demo, watashi-tachi shin'yūda yo ne? 〈Shita〉 | 10 marzo 2022 ISBN 978-4-04-914228-0    |                             |
| 5   | Allora, anche se non ho ancora 30 anni, posso venire con voi? 「じゃあ、まだ30になってないけどアタシにしとこ？」 - Jā, mada 30 ni nattenaikedo atashi ni shi toko?                                                                                                  | 10 agosto 2022 ISBN 978-4-04-914454-3   |                             |
| 6   | Quindi, non va bene come sono ora? 「じゃあ、今のままのアタシじゃダメなの？」 - Jā, ima no mama no atashi ja damena no? | 7 gennaio 2023 ISBN 978-4-04-914579-3   |                             |
| 7   | Ma visto che siamo amanti, vengo prima io, giusto? 「でも、恋人なんだからアタシのことが１番だよね？」 - Demo, koibitona ndakara atashi no koto ga 1-banda yo ne? | 10 agosto 2023 ISBN 978-4-04-914868-8   |                             |
| 8   | Se proprio me lo chiedi tu, senpai, allora va bene, eh? 「センパイがどうしてもってお願いするならいいですよ？」 - Senpai ga dōshitemo tte onegai surunara īdesu yo?                                                                                                  | 10 aprile 2024 ISBN 978-4-04-915134-3   |                             |
| 9   | Ehi, questa sarà l'ultima volta, quindi posso essere la tua ragazza solo per la durata di questo viaggio? 「あのね、これで最後にするからこの旅行の間だけわたしを彼女にして？」 - Ano ne, kore de saigo ni surukara kono ryokō no ma dake watashi o kanojo ni shite? | 9 agosto 2024 ISBN 978-4-04-915703-1    |                             |
| 10  | Se uno come te cerca di fingere di essere mio amico, per me è tutto finito, giusto? 「貴様ごときに友人面されるようになってはお終いだな？」 - Kisamagotoki ni yūjin-men sa reru yō ni natte wa o shimaida na?                                                        | 10 dicembre 2024 ISBN 978-4-04-916089-5 |                             |
| 11  | Quindi, anche se non potrai stare con me, continuerai a credere in me? 「じゃあ、アタシと一緒にいられなくなっても信じ続けてくれる？」 - Jā, atashi to issho ni i rarenaku natte mo shinji tsudzukete kureru?                                                        | 10 aprile 2025 ISBN 978-4-04-916236-3   |                             |
| SS1 | Prequel to Boys and Girls! 「ぷりくえる とぅ ぼーいず あんど がーるず！」 - Purikueru tu Bōizu ando Gāruzu! | 10 maggio 2025 ISBN 978-4-04-916237-0   |                             |
| SS2 | Lo pseudo-registro giovanile di Sakura Natsume 「夏目咲良の青春疑似録」 - Natsume Sakura no seishun giji-roku | 10 giugno 2025 ISBN 978-4-04-916238-7   |                             |

### Manga
Un adattamento manga disegnato da Kamelie ha iniziato la serializzazione sulla rivista Dengeki Daioh di ASCII Media Works il 27 agosto 2021. I capitoli vengono raccolti in volumi tankōbon a partire dal 9 maggio 2022. Al 27 giugno 2025 sono stati pubblicati 5 volumi.
| 1 | 9 maggio 2022             | ISBN 978-4-04-914434-5 |
| 1 | Capitoli - Capitoli 1-7   |                        |
| 2 | 10 marzo 2023             | ISBN 978-4-04-914960-9 |
| 2 | Capitoli - Capitoli 8-15  |                        |
| 3 | 8 dicembre 2023           | ISBN 978-4-04-915402-3 |
| 3 | Capitoli - Capitoli 16-23 |                        |
| 4 | 27 novembre 2024          | ISBN 978-4-04-916066-6 |
| 4 | Capitoli - Capitoli 24-31 |                        |
| 5 | 27 giugno 2025            | ISBN 978-4-04-916451-0 |
| 5 | Capitoli - Capitoli 32-37 |                        |

### Anime
Nell'agosto 2022 è stato annunciato che la serie avrebbe ricevuto un adattamento anime. In seguito è stato rivelato che si tratta di una serie televisiva prodotta da J.C.Staff e diretta da Yōhei Suzuki, con sceneggiature scritte da Nozu Yaemori, character design curato da Natsuki Ōyama e la colonna sonora composta da Jun Ichikawa. La serie è stata trasmessa dal 4 aprile al 20 giugno 2025 su Tokyo MX, AT-X e altre reti. La sigla di apertura è Shitsumon, koitte nandeshō ka? (質問、恋って何でしょうか?? lett. "Domanda: cos'è l'amore?") degli HoneyWorks feat. HaKoniwalily, mentre la sigla di chiusura è Dear My Soleil di Hina Tachibana. Crunchyroll ha trasmesso la serie in streaming. Plus Media Networks Asia ha concesso la licenza per la serie nel sud-est asiatico e l'ha trasmessa su Aniplus Asia.

#### Episodi
| Nº | Titolo italiano Giapponese 「Kanji」 - Rōmaji | In onda        | In onda |
| Nº | Titolo italiano Giapponese 「Kanji」 - Rōmaji | Giapponese     |         |
| 1  | L'Anemone flaccida e la Regina della notte 「ニリンソウと月下美人」 - Nirinsō to gekka bijin | 4 aprile 2025  |         |
| 1  | Yu sogna di avere un negozio di accessori floreali tutto suo. I suoi genitori accettano di lasciarlo libero di seguire questo sogno, a patto che riesca a vendere 100 accessori durante il festival della sua scuola di terza media. Inaspettatamente, riceve l'aiuto di Himari, una ragazza popolare che si assicura che le altre ragazze comprino tutti i suoi prodotti. Due anni dopo, Yu vende regolarmente i suoi accessori nel negozio dei genitori. Curiosamente, Himari continua a sostenerlo, godendo dell'entusiasmo che vede nei suoi occhi mentre lavora. Ha anche iniziato a indossare una collana fatta da lui, con un'anemone flaccida che simboleggia un'amicizia eterna, e scherza spesso sul fatto che dovrà sposarlo se non aprirà il suo negozio entro i trent'anni. In privato, Himari è confusa sui suoi sentimenti verso Yu, poiché il pensiero che lui esca con altre ragazze non la turba. Un giorno, Yu nota una ragazza che indossa un braccialetto da lui venduto al bazar, ma finisce involontariamente per farla arrabbiare quando si offre di riparare la catena rotta e fugge via. L'altro amico di Yu, il donnaiolo seriale Shinji, si rivela essere amico d'infanzia della ragazza, Rion. I due si accordano affinché Yu ripari il braccialetto, che in realtà era stato venduto alla sorella maggiore di Rion, ora modella di moda. Rion rimane colpita dalla concentrazione che Yu mette nel suo lavoro e si stupisce che lui e Himari non siano mai usciti insieme. |                |         |
| 2  | Il fermacapelli di ibisco 「ハイビスカスの髪飾り」 - Haibisukasu no kamikazari | 11 aprile 2025 |         |
| 2  | Sakura, la sorella di Yu, ritiene che farsi più amici possa stimolare la creatività di Yu. Così, Yu decide che il suo prossimo pezzo dovrà incarnare una passione romantica. Himari è d'accordo, dato che la maggior parte dei suoi clienti sono ragazze, e le ragazze amano il romanticismo. Durante una conversazione, discutono anche della differenza tra romanticismo e lussuria, e Himari scherza chiedendo se dovrebbero esercitarsi a baciarsi. Yu va nel panico, ma Himari ammette che era solo uno scherzo e, per scusarsi, organizza una sorpresa per il sabato successivo. Quel giorno, la sorpresa di Himari consiste nell'invitare Rion a partecipare a un confronto di idee per nuovi accessori e a posare per un servizio fotografico indossandoli. Yu decide che Rion si addice ai colori caldi. Himari conclude che Yu e Rion avranno bisogno del suo aiuto se vogliono diventare una coppia. Rion, poi, racconta perché ama i fiori: da bambino si era perso in un giardino botanico, dove incontrò una bambina che si era persa a sua volta. Per consolarla, le comprò un fiore mentre cercavano i suoi genitori, ma poi non la rivide più. Rion rivela che quella bambina era lei e che il fiore era un ibisco rosso. In seguito, Himari dimostra di aver capito che Yu e Rion si sono incontrati proprio in quel giardino botanico e sono destinati a stare insieme, anche se per qualche motivo questa consapevolezza la fa sentire a disagio. |                |         |
| 3  | I tulipani e il volto dell'amore 「チューリップと恋の表情」 - Chūrippu to koi no hyōjō | 18 aprile 2025 |         |
| 3  | Himari mantiene le distanze, e Yu capisce che sta cercando di lasciarlo solo con Rion. Himari accenna a chiedergli di esercitarsi a baciare, provocando l'allontanamento di Rion. Yu tenta di rimproverarla, ma Himari gli chiede se devono davvero baciarsi, visto che Rion pensa che lo abbiano già fatto. Yu è tentato e quasi lo fa, ma si rivela un altro scherzo, anche se Himari rimane delusa dal suo comportamento. Shinji è confuso sul motivo per cui Yu non esce da solo con Rion, ma si mostra incuriosito quando Yu gli racconta dell'improvviso cambiamento nel comportamento di Himari. Nel frattempo, Yu completa gli accessori con tulipani rossi da far indossare a Rion, ma il risultato appare identico a quando li indossa Himari. Decide allora di organizzare un servizio fotografico con Rion nei panni della regina della notte. Poiché i tulipani simboleggiano le confessioni d'amore, Himari chiede a Yu di crearne uno anche per lei. Nonostante si renda conto di essere attratto da Himari, Yu rifiuta, preferendo regalarle una collana che rappresenta l'amicizia, senza accorgersi di averla appena respinta. In privato, Himari è profondamente turbata dal rifiuto e comprendere finalmente di essere stata innamorata di Yu fin dal primo giorno in cui si sono incontrati. Tuttavia, avendo sempre considerato Yu solo un amico, teme che lui non ricambi i suoi sentimenti e che non sarà mai il suo ragazzo. Shinji, intanto, esorta Yu a scegliere Rion come modella principale per la pubblicità. Questo provoca la rabbia di Himari, che scatena una discussione in cui Yu ammette che il suo recente comportamento, fatto di continue provocazioni e tentati baci, lo fa sentire a disagio. Stanca dei suoi rifiuti, Himari lo umilia pubblicamente, dichiarando la fine del loro rapporto e affermando di non voler più parlargli, lasciando Yu scioccato. |                |         |
| 4  | L'ortensia e il nuovo seme 「紫陽花と新しい種」 - Ajisai to atarashii tane | 25 aprile 2025 |         |
| 4  | Yu scopre che Himari si è iscritta a un'agenzia di talenti a Tokyo e, scioccato, le chiede il motivo del trasferimento. Himari si rifiuta di rispondere e, durante una colluttazione, Yu rompe accidentalmente la sua collana. Himari lo accusa di averla sostituita con Rion. Shinji consiglia a Yu di riflettere su chi sia davvero più importante per lui. Si scopre però che Himari non aveva mai avuto intenzione di trasferirsi a Tokyo: voleva solo far sentire Yu in colpa per scusarsi con lui. Rimane confusa quando Yu la ignora per diversi giorni. Il fratello di Himari, Hibari, la rimprovera per il suo comportamento infantile e le ricorda che, anni prima, aveva aiutato Yu a vendere 200 accessori per un festival, facendo un accordo imbarazzante con la sorella di Rion. Hibari la esorta a risolvere la situazione con Yu e a capire se lo vuole davvero perché lo ama o solo perché non vuole che Rion stia con lui. Himari decide di scusarsi, ma Yu le rivela che intende lasciare la scuola e trasferirsi a Tokyo con lei. Rendendosi conto di non voler più cambiare le cose, Himari confessa di aver lasciato l'agenzia e di voler tornare ad essere amici. Yu accetta e le regala un anello con un'anemone flaccida in sostituzione della collana rotta. In seguito, Yu riceve un messaggio da qualcuno che gli chiede come sono andate le cose. Vuole ringraziare la persona e la chiama al telefono: dall'altra parte risponde una donna che sta praticando l'ikebana, poi rivelata essere la sua ex insegnante Araki. Viene inoltre rivelato che Yu ha messo un seme di tulipano viola nell'anello di Himari, ma era troppo imbarazzato per spiegarle il significato nascosto. Intanto, due studentesse si avvicinano a Himari e le chiedono qualcosa su Yu, lasciandola sorpresa. |                |         |
| 5  | Il figaccione e lo yukata con la bella di giorno 「イケメンと朝顔の浴衣」 - Ikemen to asagao no yukata | 2 maggio 2025  |         |
| 5  | Himari indossa il suo nuovo anello appeso alla collana, per evitare fraintendimenti. In risposta alle sue continue prese in giro, Yu finge una confessione d'amore, ma Himari se ne accorge subito e fa finta di non esserne colpita, anche se in realtà è piuttosto agitata. Yu le confida che, mentre realizzava l'anello, non ha dormito molto e si era addormentato durante un esame, che ora deve recuperare la domenica successiva. Nel frattempo, sui social media Yu viene presentato come il creatore dei gioielli che Himari indossa come modella, cosa che la preoccupa perché teme che altre ragazze possano iniziare a notarlo. Himari affronta Shinji, accusandolo di aver rivelato l'identità di Yu, e lui ammette di averlo fatto per dare a Rion un vantaggio su di lei, visto che Yu era pronto a trasferirsi a Tokyo per Himari, ma lei lo aveva ferito cambiando improvvisamente idea. Yu passa la notte a casa di Himari, così che Hibari possa aiutarlo a prepararsi per l'esame. Durante il bagno, Himari si offre di lavargli la schiena mentre lui è nudo. Pensando che stia solo scherzando, Yu accetta, solo che Himari manda al suo posto Hibari, anche se è segretamente delusa per aver perso l'occasione di sedurlo davvero. Hibari scopre che Himari non si è mai davvero scusata con Yu, come aveva detto, e passa tutta la notte a rimproverarla. Nel frattempo, Rion è arrabbiata perché Yu è rimasto a casa di Himari e insiste che d'ora in poi parteciperà a tutte le sessioni di studio per assicurarsi che non succeda nulla tra loro. |                |         |
| 6  | Il profumo della salvia di Gregg 「チェリーセージの香り」 - Cherī sēji no kaori | 9 maggio 2025  |         |
| 6  | Hibari vieta a Rion di entrare in casa a causa della sua complicata relazione con la sorella Kureha. Himari decide quindi di spostare la sessione di studio a casa di Yu, rivelando che sarà impegnata con il consiglio studentesco e che Yu rimarrà da solo con Rion per qualche ora. Distratto dalla presenza di Rion, Yu va in cucina a prendere qualcosa da bere per calmarsi. Al suo ritorno, trova Rion che annusa il suo cuscino, spiegando che vi ha versato del tè gusto salvia di Gregg, il cui profumo la rende sonnolenta, tanto che presto si addormenta. Yu decide di svegliarla, ma viene trascinato accidentalmente contro il suo seno proprio mentre entrano Himari e Sakura. Dopo aver chiarito il malinteso, Sakura rivela di essere amica di Kureha e Hibari, lasciando Himari scioccata. Si scopre che Rion si è confessata a Yu quattro volte, ma lui l'ha sempre respinta. Yu spiega che non prova più gli stessi sentimenti per Rion, perché è passato troppo tempo dall'infanzia e accettare la sua confessione solo perché è carina sarebbe superficiale. Rion ammette che non è ragionevole essere gelosa, dato che Yu e Himari sono amici da anni, mentre lei li ha incontrati di nuovo solo di recente. Tuttavia, è determinata a diventare la ragazza di Yu e la migliore amica di Himari, anche se Yu continua a respingerla. Hibari critica Himari, sostenendo che il suo comportamento recente ha solo complicato la vita di Yu, e che per questo non ha il diritto di definirsi sua amica né di aspirare a diventare la sua ragazza. Infine, Yu riesce a ripetere l'esame ottenendo un punteggio perfetto. |                |         |
| 7  | Crocus incrinato 「ひび割れたクロッカス」 - Hibiwareta Kurokkasu | 16 maggio 2025 |         |
| 7  | Yu viene fermato da Mao e Azu, amiche di Himari, alle quali aveva promesso degli accessori. Mao gli chiede dei pezzi abbinati per celebrare il suo anniversario con il fidanzato, suscitando la curiosità di Yu, che però non ha mai realizzato accessori da uomo. Dopo aver riflettuto, Yu sceglie il corniolo giapponese, simbolo di maturità e longevità, per rappresentare una relazione duratura. Tuttavia, Yu si sente a disagio nel dover chiedere prezzi elevati per i pezzi personalizzati, consapevole che sono costosi per studenti delle scuole superiori. Ben presto, però, si diffonde la voce che gli accessori personalizzati di Yu possono far innamorare la propria cotta, e la sua attività diventa così richiesta che è costretto a chiedere uno spazio di lavoro a casa di Himari. Mentre Yu si addormenta in grembo a Himari, lei riflette su come la sua passione per il lavoro sia cresciuta da quando la sua identità è stata resa pubblica, facendolo amare ancora di più. Nel frattempo, Shinji si scusa in anticipo per un problema che potrebbe causare a Yu. Una cliente insoddisfatta, che non è riuscita ad attirare l'attenzione di un senpai con gli accessori personalizzati, denuncia Yu alla scuola, accusandolo di costringere le ragazze a comprare accessori costosi. Di conseguenza, la scuola vieta a Yu di vendere qualsiasi cosa mentre avviano un'indagine. Himari è furiosa, soprattutto quando la ragazza distrugge gli accessori realizzati da Yu per lei. Yu è sconvolto dall'evolversi degli eventi, ma trova conforto nelle parole di Rion. |                |         |
| 8  | La zinnia e la passione 「ジニアと情熱のありか」 - Jinia to jōnetsu no ari ka | 23 maggio 2025 |         |
| 8  | Per rassicurare i genitori, la scuola presenta una denuncia contro il negozio della famiglia di Yu. Shinji, consapevole di aver innescato la situazione, si scusa nuovamente. Himari si preoccupa quando Yu prende in considerazione l'idea di smettere di creare accessori, ammettendo che gli mancherebbe la passione negli occhi, che lui interpreta come inutile se non lavora. Hibari osserva che Himari ha fatto arrabbiare Yu proprio quando era già emotivamente fragile. Le spiega inoltre che Yu non era preparato a gestire l'attenzione del pubblico dopo che la sua identità era stata rivelata, e per questo la prima esperienza negativa lo ha colpito così profondamente. Se Yu riuscirà a riprendersi, sarà compito di Himari aiutarlo ad affrontare meglio situazioni simili in futuro. Himari ricorda a Yu che aprire il suo negozio era anche il suo sogno, e gli dice che finché non ricomincerà a creare accessori, tra loro non ci sara più amicizia. Rion nota quanto Yu sia chiaramente infelice senza i suoi accessori. Yu confessa di non essersi arrabbiato quando una ragazza ha distrutto uno dei suoi accessori, perchè ha capito che ama realizzarli soprattutto perché rendere felice Himari, e che aveva smesso perché gli sembrava disonesto nei confronti dei clienti. Rion gli fa notare che non è una responsabilità decidere se i suoi accessori aiutino o disturbino chi li riceve. Rendendosi conto di aver bisogno di Himari nella sua vita, Yu va a scusarsi con lei. Himari ammette che non si sarebbe mai trasferita a Tokyo senza Yu, e i due tornano presto alla normalità. Nel frattempo, all'aeroporto, Shinji passa a prendere Kureha, che gli rivela di essere lì per punire un giovane che ha infangato il suo nome. Shinji si dichiara interessato ad assisterla. |                |         |
| 9  | Il fior di cioccolato dell'amore 「恋のチョコレートコスモス」 - Koi no Chokorēto Kosumosu | 30 maggio 2025 |         |
| 9  | In passato, Yu aveva realizzato un accessorio da concorso ispirato al nome di Himari, che significa "girasole", ma Himari lo aveva giudicato incompiuto. Nel presente, Himari si accorge che Yu evita categoricamente la sua compagnia e, per questo, accetta a malincuore di passare del tempo con Rion pur di tenerlo lontano. La rivalità tra Himari e Rion si intensifica, fino a trasformarsi in un vero e proprio odio reciproco, mentre Yu cerca di evitare entrambe. Con grande sorpresa, Himari invita Yu a fare shopping di costumi da bagno, ma lui non sopporta le sue continue prese in giro e fugge a casa. Qui incontra Kureha, che gli rivela che Himari aveva firmato un contratto con la sua agenzia di modelle a Tokyo, ma ha rinunciato all'ultimo momento, nonostante i soldi già spesi per lei. Nel frattempo, Himari viene a sapere da Shinji che Yu ha recentemente piantato il fior di cioccolato, un simbolo che rappresenta la fine dell'amore romantico, e questo la porta a credere che lui la odi. Kureha propone a Yu un'offerta: gli dà del denaro per aprire il suo negozio, a patto che convinca Himari a unirsi alla sua agenzia. Quando Yu rifiuta, Kureha lo accusa di trattenere Himari perché non vuole restare solo. Si offre quindi di trasferire entrambi a Tokyo come coppia, ma solo se lui smetterà di creare accessori. Yu però non riesce ad accettare questa condizione. A salvare Yu dalla manipolazione di Kureha arriva Hibari, che rivela di conoscere bene i suoi metodi, dato che sono stati una coppia in passato. Kureha però riesce a mettere in difficoltà Hibari mostrando un video imbarazzante di lui risalente a quel periodo. Sakura interviene per calmare la situazione, e Kureha propone un ultimo accordo: Yu deve creare il suo miglior accessorio di sempre per il giorno dell'Obon. Se dimostrerà il valore del suo lavoro, Kureha lascerà Himari in pace; il caso contrario, costringerà Himari a restituire il denaro speso, lasciandole come unica opzione quella di lavorare per lei. |                |         |
| 10 | Il significato dei girasoli 「ヒマワリの花言葉」 - Himawari no hanakotoba | 6 giugno 2025  |         |
| 10 | Himari lascia intendere che un giorno vorrebbe diventare la moglie di Yu, per poi rivelare che si trattava di un altro scherzo, fatto per evitare di stare con lui di recente. Nel frattempo, Hibari affronta Shinji per aver collaborato con Kureha. Yu inizia a cercare idee per il concorso e porta Himari e Rion alla sua scuola di composizione floreale per trarre ispirazione. Durante la visita, Himari ricorda un incidente che le aveva fatto tagliare i capelli e si chiede se a Yu piacerebbe vederli crescere come quelli di Rion. Yu decide di sorprendere Kureha presentando una versione migliorata del girasole che aveva creato in passato. Himari è entusiasta, poiché quell'accessorio era stato realizzato per lei alle scuole medie, ma si delude nel sapere che l'idea originale era di Rion. Per raccogliere i materiali necessari, Yu e Himari visitano il Festival dei Girasoli senza Rion, che è impegnata. Himari chiede a Yu se è proprio Rion il motivo per cui la evita, ma lui si sente troppo imbarazzato per ammettere che in realtà ha capito di avere una cotta per lei. Himari inizia a chiedersi se uomini e donne possano davvero essere amici senza che l'amore si intrometta. Vedendo Yu completamente concentrato sui girasoli, Himari gli sussurra che lo ama e che vorrebbe che lui la guardasse come guarda i fiori. Tuttavia, Yu non solo sente le sue parole, ma pensa che sia un altro scherzo, e questo la fa scappare via. Rendendosi conto che tutti i suoi scherzi hanno reso Yu incapace di prenderla sul serio anche quando dice la verità, Himari si arrabbia con se stessa. Quando Yu la ritrova, rimane scioccato quando lei gli restituisce improvvisamente la collana con l'anello, dichiarando di non voler più solo un'amicizia, prima di baciarlo. |                |         |
| 11 | Addio, girasole 「さよならヒマワリ」 - Sayonara himawari | 13 giugno 2025 |         |
| 11 | Yu è incerto su come comportarsi con Himari. Shinji confessa di aver aiutato Kureha solo perché è innamorato di lei, anche se lei non ricambia i suoi sentimenti. Himari rimane sorpresa nel sapere che Hibari è orgoglioso di lei per aver finalmente seguito il proprio cuore. Yu vuole dire qualcosa di importante a Himari, ma prima deve affrontare Kureha. Decide di creare una tiara di girasoli e riesce a completarla in tempo, ma tre giorni prima della gara scopre di aver commesso un errore nel processo di conservazione, e i fiori iniziano a marcire. Con l'aiuto di Hibari, realizza una seconda tiara, ma Kureha capisce che è stata fatta in fretta e ne critica la qualità, molto inferiore alle sue aspettative. Yu si arrabbia per l'accusa di non prendere sul serio il suo lavoro, ma Sakura gli mostra che anche i suoi ultimi pezzi hanno problemi di conservazione, dimostrando un calo nella qualità complessiva. Deluso, Yu si arrende. Shinji suggerisce a Himari di seguire Kureha e costruirsi una carriera da modella, così da poter poi promuovere gli accessori di Yu in tutto il Paese. Himari si sente responsabile della perdita di concentrazione di Yu e decide di trasferirsi a Tokyo, sperando che un giorno possano aprire insieme il negozio di Yu e vivere una storia d'amore epica, anche se per ora dovranno separarsi. |                |         |
| 12 | Fiori che sbocciano lungo il sentiero dei sogni 「夢の道に咲く花たち」 - Yume no michi ni saku hana-tachi | 20 giugno 2025 |         |
| 12 | Rion chiede a Shinji di aiutarlo, sottolineando che se riuscisse a impedire a Himari di partire, potrebbe impressionare Kureha. Shinji, a sua volta, chiede un favore a Hibari. Nel frattempo, Yu si interroga sull'idea di aprire un negozio senza Himari. Shinji gli fa notare che potrebbe facilmente trasferirsi a Tokyo con lei e trovare un lavoro normale. Poi lo accusa di aver usato Himari solo per promuovere i suoi accessori, sostenendo che quando la loro relazione è diventata romantica, Yu non è stato in grado di gestirla e ha allontanato Himari. Yu, gridando di amare Himari, si precipita alla stazione ferroviaria. Rion incontra Himari e la provoca in modo simile, spingendola ad ammettere di voler restare con Yu. A quel punto, Yu appare e rivela di aver scelto l'amore al posto del suo negozio. Kureha ricorda loro il debito di Himari, ma Shinji arriva con dei contanti e lo estingue completamente, spiegando di aver preso in prestito i soldi da Hibari. Infastidita per essere stata sconfitta, Kureha perdona il debito, rifiuta il denaro e se ne va con Hibari per punirlo di averle rovinato il divertimento. Ora che sono in debito con Shinji per averli salvati, lui chiede di continuare a intrattenerlo con la loro bizzarra relazione. Yu ammette di star abbandonando parzialmente il sogno di aprire un negozio, poiché avere un solo obiettivo lo limitava. Decide quindi di iniziare ad amare Himari e vedere dove li porterà il futuro insieme. Infine, rivela il significato segreto del seme di tulipano viola nascosto nell'anello di Himari: amore eterno. Himari ricomincia a indossarlo come collana e i due tornano alla normalità, questa volta come coppia. |                |         |

## Accoglienza
Ad agosto 2022, la serie ha superato le 200 000 copie in circolazione.